# St Mary’s (Scilly)
St Mary’s (korn. Ennor) – wyspa w Wielkiej Brytanii w archipelagu wysp Scilly. Jest największą wyspą archipelagu o rozmiarach 4 km × 2,8 km. Największym ośrodkiem wyspy jest Hugh Town, a zamieszkuje ją 1666 osób, co stanowi 75 proc. całej populacji archipelagu. Na wyspie zmarł i został pochowany premier Wielkiej Brytanii Harold Wilson. Na wyspie znajdują się trzy kościoły: anglikański, katolicki i metodystów. Wyspa była miejscem walk podczas angielskiej wojny domowej, do dziś znajdują się tam fortyfikacje z tego okresu.

## Komunikacja
Na St Mary's znajduje się Port lotniczy St Mary’s obsługujący połączenia helikopterowe i samolotowe z Penzance i innymi miastami Kornwalii. Połączenia morskie z Wielką Brytanią możliwe są z portu w Hugh Town przy użyciu dwu statków: prom Scillonian III kursujący przez 8 miesięcy w roku i frachtowiec Gry Maritha (całoroczny, zabiera do 6 pasażerów).
Ze względu na niewielki obszar i bardzo słabo rozwiniętą sieć dróg na wyspie, turyści praktycznie nie mają możliwości prowadzenia auta. Niewielka liczba samochodów i pojazdów rolniczych należących do mieszkańców jest zwolniona z podatku drogowego i konieczności przeprowadzania badań technicznych.